# Calila das Mercês
Calila das Mercês (Conceição do Jacuípe, 1989) é uma poeta brasileira, escritora, jornalista epesquisadora. Doutorado em Literatura na Universidade de Brasília, pós-doutorado em programa coordenado pela escritora e catedrática Conceição Evaristo no Instituto de Estudos Avançados da Universidade de São Paulo (USP). Possui textos literários em publicações brasileiras e internacionais. O seu primeiro livro de contos, Planta Oração (2022), foi indicado ao Prêmio Jabuti. 

## Biografia
Calila é doutora em Literatura pela Universidade de Brasília (UnB). Ela se formou em Comunicação Social com habilitação em Jornalismo pela Universidade Federal do Recôncavo da Bahia (UFRB) e cursou o mestrado em Estudos literários (Literatura e Diversidade Cultural) pela Universidade Estadual de Feira de Santana (Uefs). Entre 2009 e 2010 fez intercâmbio no Instituto Politécnico de Bragança em Portugal na Escola Superior de Educação. Foi pesquisadora bolsista em projetos como "Publicações da Bahia: Mapeamento e diagnóstico da cadeia produtiva do livro da Bahia" (CNPq/SEC/MinC, 2014), bolsista Pesquisa Literária da Fundação Biblioteca Nacional (2015), pelo projeto "Antônio, o menino que queria ser Castro Alves", recebeu o Prêmio Antonieta de Barros - Jovens Comunicadores Negros e Negras pelo Ministério da Justiça e Cidadania (2016), Prêmio Toca Literária (2021) e o Prêmio Griots Paulina Chiziane (2024). Participou dos principais projetos e eventos literários do país, como o Circuito Arte da Palavra do Sesc, e a Festa Literária Internacional de Paraty (Flip). . 
Em fevereiro de 2022 foi destaque da série Encontros com a nova literatura brasileira contemporânea, promovida pelo Itaú Cultural, que apresenta o trabalho da cena literária recente, com uma seleção atenta à produção de todas as regiões do Brasil. Nesse ciclo, a curadoria e a apresentação foram da pesquisadora Fabiana Carneiro da Silva. Como pesquisadora de pós-doutorado atuou no programa coordenado pela escritora e catedrática Conceição Evaristo no Instituto de Estudos Avançados da Universidade de São Paulo (USP), onde junto a várias ações e atividades, ministraram juntas a disciplina Escrevivência: sujeitos, lugares e modos de enunciação - corpus literário em diferença. Em 2024, foi curadora da Tenda Paraguaçu da Festa Literária Internacional de Cachoeira (Flica), superando o número de público das edições anteriores.  

## Obras
- Notas de um interior circundante e outros afetos, 2019
- Planta oração, 2022